# Black Lotus (film)
Black Lotus is een Nederlands-Amerikaanse actiefilm uit 2023, geregisseerd door Todor Chapkanov met in de hoofdrol Rico Verhoeven en Frank Grillo.

## Verhaal
Voormalig SOF-agent Matteo gaat op oorlogspad naar een misdaadorganisatie, om de ontvoerde dochter van zijn gestorven vriend te redden.

## Rolverdeling
| Acteur              | Personage |
| ------------------- | --------- |
| Rico Verhoeven      | Matteo    |
| Frank Grillo        | Saban     |
| Marie Dompnier      | Helene    |
| Peter Franzén       | Paul      |
| Pippi Casey         | Angie     |
| Rona-Lee Shimon     | Shira     |
| Magnus Samuelsson   | Ber       |
| Simon Wan           | Lo        |
| Kevin Janssens      | Fischer   |
| Alexandra Alphenaar | gids      |

## Release
De film ging in première op 10 april 2023 in het Koninklijk Theater Tuschinski in Amsterdam en op 19 mei 2023 in de Verenigde Staten.